# Мухоїд рудий
Мухоїд рудий (Cnipodectes superrufus) — вид горобцеподібних птахів родини тиранових (Tyrannidae). Мешкає в Південній Америці. Описаний в 2007 році.

## Поширення і екологія
Руді мухоїди мешкають на південному сході Перу (Мадре-де-Дьйос), на крайньому північному заході Болівія (Пандо) і на північному заході Бразилії (Акрі). Вони живуть в бамбукових заростях Guadua на висоті від 250 до 410 м над рівнем моря.

## Збереження
МСОП класифікує цей вид як вразливий. За оцінками дослідників, популяція рудих мухоїдів становить від 2500 до 10000 птахів. Їм загрожує знищення природного середовища.